# (35544) 1998 FT102
1998 FT102 (asteroide 35544) é um asteroide da cintura principal. Possui uma excentricidade de 0.07485040 e uma inclinação de 14.73797º.
Este asteroide foi descoberto no dia 31 de março de 1998 por LINEAR em Socorro.